# Abarth 124 Spider
Abarth 124 Spider — кабриолет на базе Fiat 124 Spider, выпускавшийся итальянским автопроизводителем Fiat Automobiles под брендом Abarth при поддержке Mazda с 2016 по 2020 год.

## Описание
Abarth 124 Spider впервые был представлен в 2016 году на Женевском автосалоне. Сборка была организована в Турине. Модель собиралась из японских комплектующих. Также существовала раллийная версия Abarth 124 Spider Rally.

## Технические характеристики
Abarth 124 Spider оснащён 1,4-литровым четырёхцилиндровым двигателем MultiAir мощностью 170 л. с. при 5500 об/мин и крутящим моментом 250 Н⋅м при 2500 об/мин. Максимальная скорость 232 км/ч, а до 100 км/ч автомобиль разгоняется за 6,8 секунд. Abarth 124 Spider Rally, в свою очередь, оснащён 1,8-литровым двигателем с турбонаддувом мощностью 300 л. с. при 6500 об/мин.

## Галерея
- Вид сзади
- Abarth 124 GT
- Abarth 124 Spider Rally
- Интерьер